# Wybory do Parlamentu Europejskiego w Polsce w 2009 roku
Wybory posłów do Parlamentu Europejskiego w Polsce w 2009 odbyły się 7 czerwca. Głosowanie trwało od godziny 8:00 do godziny 22:00. Wyborcy głosujący w Polsce dokonali wyboru 50 spośród 1301 kandydatów zarejestrowanych w Polsce z łącznej liczby 736 eurodeputowanych, którzy zasiedli w Parlamencie Europejskim. Szczegóły dotyczące głosowania reguluje Ustawa z dnia 23 stycznia 2004 – Ordynacja wyborcza do Parlamentu Europejskiego. Głosowanie zostało poprzedzone prawyborami we Wrześni oraz Opocznie 31 maja.
Termin rejestracji komitetów wyborczych przez partie wyborcze i wyborców do Państwowej Komisji Wyborczej upłynął 20 kwietnia, natomiast termin zgłaszania kandydatów wyznaczono na 28 kwietnia. Przydział numerów list wyborczych nastąpił 13 maja. W tym samym dniu rozpoczęła się także bezpłatna kampania wyborcza w mediach.
7 czerwca wybory europarlamentarne zorganizowano również w 18 innych państwach Unii Europejskiej.

## Sondaże

### Zainteresowanie wyborami
Sondaż Eurobarometru z jesieni 2008 wskazywały na niewielkie zainteresowanie wyborców nadchodzącym głosowaniem:
- brak zainteresowania – 59%,
- zainteresowani wyborami – 36%,
- zdecydowanie niezainteresowani – 16%,
- zdecydowani na udział w wyborach – 15%,
- brak wiedzy na temat terminu najbliższych wyborów – 74%,
- określenie prawidłowego roku wyborów – 20%.

Sondaż Eurobarometru ze stycznia i lutego 2009:
- zainteresowani wyborami – 30%,
- zdecydowanie niezainteresowani – 19%,
- zdecydowani na udział w wyborach – 13%.

Sondaż CBOS z marca 2009:
- zdecydowana deklaracja udziału – 39%,
- zdecydowana deklaracja niebrania udziału – 29%,
- brak decyzji – 32%.

Sondaż TNS OBOP z 2–5 kwietnia 2009:
- zdecydowana deklaracja udziału – 33%,
- raczej zdecydowani na udział – 16%,
- zdecydowana deklaracja niebrania udziału – 23%,
- raczej zdecydowani na niebranie udziału – 16%,
- brak decyzji – 12%.

Sondaż CBOS z 2–8 kwietnia 2009:
- zainteresowanie wyborami – 30%,
- deklaracja wzięcia udziału w głosowaniu – 36%,
- deklaracja niebrania udziału – 34%.

Sondaż CBOS z 7–13 maja 2009:
- zainteresowanie wyborami – 34%,
- deklaracja wzięcia udziału w głosowaniu – 37%.

Sondaż CBOS z 20–27 maja 2009:
- zainteresowanie wyborami – 38%,
- deklaracja wzięcia udziału w głosowaniu – 36%.

### Preferencje partyjne
| Ośrodek badawczy | Data           | PO    | PiS   | SLD-UP | PSL  | PdP-CL | Sam. RP | Libertas | Prawica | UPR  | PK | PPP | SD | Niezdecydowani | Frekwencja |
| ---------------- | -------------- | ----- | ----- | ------ | ---- | ------ | ------- | -------- | ------- | ---- | -- | --- | -- | -------------- | ---------- |
| GfK Polonia      | 4 czerwca      | 51%   | 24%   | 15%    | 6%   | 1%     | 2%      | 1%       | 1%      | 1%   | –  | –   | –  | –              | 20%        |
| CBOS             | 20–27 maja     | 39%   | 16%   | 9%     | 5%   | –      | –       | –        | –       | –    | –  | –   | –  | –              | 36%        |
| Homo Homini      | 26 maja        | 45%   | 25%   | 11%    | 7%   | 3%     | 0%      | 0%       | 3%      | 2%   | –  | 1%  | –  | –              | 37%        |
| GfK Polonia      | 24 maja        | 49%   | 28%   | 11%    | 5%   | –      | 2%      | –        | –       | –    | –  | –   | –  | –              | 53%        |
| PBS              | 22–24 maja     | 47%   | 25%   | 10%    | 9%   | <1%    | 3%      | 2%       | <1%     | 1%   | –  | 2%  | –  | –              | –          |
| Homo Homini      | 19–20 maja     | 49%   | 26%   | 12%    | 7%   | –      | –       | 1,3%     | –       | –    | –  | –   | –  | –              | 32%        |
| PBS              | 8–10 maja      | 48%   | 30%   | 9%     | 5%   | 2%     | 1%      | 3%       | –       | 1%   | –  | –   | 0% | –              | –          |
| CBOS             | 7–13 maja      | 38%   | 16%   | 9%     | 4%   | 1%     | –       | 1%       | –       | –    | –  | –   | –  | 27%            | –          |
| TNS OBOP         | 7–10 maja      | 48%   | 25%   | 8%     | 5%   | 5%     | 3%      | 2%       | 1%      | 1%   | –  | –   | –  | 26%            | –          |
| Homo Homini      | 7 maja         | 48,9% | 22,4% | 12,2%  | 4,6% | 1,3%   | –       | 1,8%     | –       | 0,9% | –  | –   | –  | 8%             | –          |
| PBS              | 24–26 kwietnia | 48%   | 26%   | 10%    | 7%   | 1%     | 2%      | 1%       | –       | 1%   | –  | –   | 1% | –              | –          |
| PBS              | 3–5 kwietnia   | 49%   | 22%   | 13%    | 6%   | 3%     | 2%      | 0%       | 1%      | –    | –  | –   | –  | –              | –          |
| TNS OBOP         | 2–5 kwietnia   | 54%   | 21%   | 7%     | 6%   | 2%     | –       | 4%       | 1%      | 1%   | 2% | 1%  | –  | 28%            | –          |
| CBOS             | marzec         | 40%   | 17%   | 10%    | 5%   | –      | –       | –        | –       | –    | –  | –   | –  | 21%            | –          |

## Kalendarium przedwyborcze
- 13 lutego – uchwalenie przez Sejm nowelizacji ordynacji wyborczej[30]
- 25 lutego – Sojusz Lewicy Demokratycznej i Unia Pracy zawarły porozumienie w sprawie wspólnego startu (Sojusz Lewicy Demokratycznej – Unia Pracy)[31]
- 1 marca – Naprzód Polsko oraz Stronnictwo „Piast” zawarły porozumienie w sprawie współpracy politycznej i wspólnego startu (Naprzód Polsko-Piast)[32]
- 5 marca – prezydent Lech Kaczyński skierował nowelizację ordynacji wyborczej do Trybunału Konstytucyjnego[33]
- 9 marca:
  - Prezydent Lech Kaczyński wydał zarządzenie dotyczące przeprowadzenia wyborów w dniu 7 czerwca[34]
  - Konwent Krajowy Socjaldemokracji Polskiej zdecydował o jej wspólnym starcie w wyborach wraz z Partią Demokratyczną oraz Zielonymi 2004[35]
- 10 marca:
  - Wraz z publikacją postanowienia Prezydenta o wyborach rozpoczęła się kampania wyborcza
  - W związku z brakiem nowelizacji ordynacji Państwowa Komisja Wyborcza wydała komunikat, w którym wyjaśniła, że nadrzędnym aktem prawnym regulującym liczbę wybieranych eurodeputowanych jest Traktat ustanawiający Wspólnotę Europejską[36]
- 11 marca – Rzecznik Praw Obywatelskich wniósł skargę do Trybunału Konstytucyjnego w sprawie przepisów ustaw wyborczych, w tym Ordynacji wyborczej do Parlamentu Europejskiego, dotyczących postępowania sądowego w kwestiach wyborczych[37]
- 14 marca – Polskie Stronnictwo Ludowe podczas Krajowej Konwencji Wyborczej zatwierdziło listy wyborcze oraz przyjęło deklarację programową[38]
- 28 marca – Rada Krajowa SLD zatwierdziła listy kandydatów partii[39]
- 4 kwietnia – Rada Krajowa Platformy Obywatelskiej zatwierdziła listy kandydatów partii[40]
- 18 kwietnia – SLD zainaugurował swoją kampanię podczas konwencji wyborczej w Poznaniu[41]
- 21 kwietnia – utworzenie wspólnej listy zapowiedziały partie: Libertas Polska, Liga Polskich Rodzin, Naprzód Polsko oraz Stronnictwo „Piast”[42]
- 29–30 kwietnia – w Warszawie odbył się kongres EPP, który zainaugurował jej ogólnoeuropejską kampanię wyborczą[43]
- 30 kwietnia – Partia Kobiet ogłosiła, że rezygnuje z udziału w wyborach do PE[44]
- 2 maja – Prawo i Sprawiedliwość zainaugurowało swoją kampanię w Szczecinie[45]
- 8 maja – Polska XXI potwierdziła informację o niebraniu udziału w wyborach oraz udzieliła poparcia poszczególnym kandydatom PO i PiS, a także Markowi Jurkowi (szefowi Prawicy Rzeczypospolitej)[46]
- 9 maja:
  - PO zainaugurowała swoją kampanię wyborczą podczas regionalnej konwencji wyborczej w Poznaniu
  - Unia Polityki Realnej zainaugurowała swoją kampanię wyborczą podczas konwencji wyborczej w Warszawie[47]
- 31 maja – przeprowadzone zostały prawybory we Wrześni i w Opocznie, które wygrała rządząca Platforma Obywatelska z wynikiem 37,80% przy frekwencji 5,73%. Drugie miejsce zajęła koalicja SLD-UP, a trzecie – lista nr 10[5]
- 6–7 czerwca – od północy z 5 na 6 czerwca do godz. 22:00 w dniu 7 czerwca trwała cisza wyborcza

## Okręgi wyborcze
W wyborach do Parlamentu Europejskiego Polska podzielona jest na 13 okręgów wyborczych:
| Numer | Obszar                                      | Siedziba OKW        |  |
| 1     | województwo pomorskie                       | Gdańsk              |  |
| 2     | województwo kujawsko-pomorskie              | Bydgoszcz           |  |
| 3     | województwa podlaskie i warmińsko-mazurskie | Olsztyn             |  |
| 4     | część województwa mazowieckiego             | Warszawa            |  |
| 5     | część województwa mazowieckiego             | Warszawa            |  |
| 6     | województwo łódzkie                         | Łódź                |  |
| 7     | województwo wielkopolskie                   | Poznań              |  |
| 8     | województwo lubelskie                       | Lublin              |  |
| 9     | województwo podkarpackie                    | Rzeszów             |  |
| 10    | województwa małopolskie i świętokrzyskie    | Kraków              |  |
| 11    | województwo śląskie                         | Katowice            |  |
| 12    | województwa dolnośląskie i opolskie         | Wrocław             |  |
| 13    | województwa lubuskie i zachodniopomorskie   | Gorzów Wielkopolski |  |

## Komitety
Zawiadomienia złożyło ostatecznie 25 komitetów. 10 z nich zarejestrowało listy w całym kraju, 3 zarejestrowały listy w jednym okręgu, a 12 nie zarejestrowało żadnej listy.
Komitety ogólnopolskie
Wykaz komitetów wyborczych, które w wyznaczonym czasie zarejestrowały listy we wszystkich 13 okręgach (wraz ze wszystkimi partiami startującymi z ich list):
- Komitet Wyborczy Libertas → z list komitetu startowali także członkowie Ligi Polskich Rodzin, Stronnictwa „Piast”, Partii Regionów, Naprzód Polsko (częściowo), szef Przymierza Narodu Polskiego, jeden członek PiS, członek Zjednoczenia Chrześcijańsko-Narodowego, członek Stronnictwa Ludowego „Piast” i członek Organizacji Narodu Polskiego – Ligi Polskiej
- Komitet Wyborczy Platforma Obywatelska RP
- Komitet Wyborczy Polska Partia Pracy → z list komitetu startowała także członkini Racji Polskiej Lewicy
- Komitet Wyborczy Polskie Stronnictwo Ludowe
- Komitet Wyborczy Prawica Rzeczypospolitej → z list komitetu startowali także członkowie Europy Wolnych Ojczyzn – Partii Polskiej i jeden członek Ligi Polskich Rodzin
- Komitet Wyborczy Prawo i Sprawiedliwość → z list komitetu startowali także: jeden członek Stronnictwa „Piast”, jeden członek Naprzód Polsko i szef Przymierza dla Polski
- Komitet Wyborczy Samoobrona Rzeczpospolitej Polskiej
- Komitet Wyborczy Unia Polityki Realnej
- Koalicyjny Komitet Wyborczy Porozumienie dla Przyszłości – CentroLewica (PD+SDPL+Zieloni 2004) → z list komitetu startowali także członkowie Stronnictwa Demokratycznego i Unii Lewicy III RP
- Koalicyjny Komitet Wyborczy Sojusz Lewicy Demokratycznej – Unia Pracy → z list komitetu startowali także członkowie Krajowej Partii Emerytów i Rencistów

Komitety regionalne
Wykaz komitetów, które zarejestrowały listy w jednym okręgu (wraz ze wszystkimi partiami startującymi z ich list):
- Koalicyjny Komitet Wyborczy Naprzód Polsko-Piast (okręg 11) → z listy komitetu startowali członkowie jedynie Naprzód Polsko
- Komitet Wyborczy Polska Partia Socjalistyczna (okręg 3)
- Komitet Wyborczy Wyborców Kocham Polskę (okręg 11) → wycofał się z udziału w wyborach po wydruku kart

Pozostałe komitety
Wykaz komitetów, które nie zarejestrowały listy w żadnym okręgu:
- Komitet Wyborczy Demokratycznej Partii Lewicy
- Komitet Wyborczy Liga Polskich Rodzin
- Komitet Wyborczy Partii Kobiet
- Komitet Wyborczy Partii Zielonych
- Komitet Wyborczy Polska Patriotyczna
- Komitet Wyborczy Polski Ruch Uwłaszczeniowy
- Komitet Wyborczy Samoobrona Patriotyczna
- Komitet Wyborczy Stronnictwa Ludowego „Ojcowizna”
- Komitet Wyborczy Stronnictwa Ludowego „Piast”
- Komitet Wyborczy Związek Słowiański
- Komitet Wyborczy Wyborców Niezależni Polsce
- Komitet Wyborczy Wyborców Ogólnopolskie Forum Stowarzyszeń Uwłaszczeniowych „Gospodarka-Uwłaszczenie-Nauka-Stocznie” Kraków (Henryk Połcik)-Gdynia (Teresa Pietrzak)

## Numery list komitetów wyborczych
- Numer 1 – Komitet Wyborczy Unia Polityki Realnej
- Numer 2 – Komitet Wyborczy Polskie Stronnictwo Ludowe
- Numer 3 – Komitet Wyborczy Samoobrona Rzeczpospolitej Polskiej
- Numer 4 – Komitet Wyborczy Polska Partia Pracy
- Numer 5 – Komitet Wyborczy Libertas
- Numer 6 – Koalicyjny Komitet Wyborczy Sojusz Lewicy Demokratycznej – Unia Pracy
- Numer 7 – Koalicyjny Komitet Wyborczy Porozumienie dla Przyszłości – CentroLewica (PD+SDPL+Zieloni 2004)
- Numer 8 – Komitet Wyborczy Prawica Rzeczypospolitej
- Numer 9 – Komitet Wyborczy Platforma Obywatelska RP
- Numer 10 – Komitet Wyborczy Prawo i Sprawiedliwość
- Numer 11 – Komitet Wyborczy Polska Partia Socjalistyczna
- Numer 11 – Komitet Wyborczy Wyborców Kocham Polskę → wycofał się z udziału w wyborach po wydruku kart
- Numer 12 – Koalicyjny Komitet Wyborczy Naprzód Polsko-Piast

## Liderzy list wyborczych w okręgach
| Okręg | UPR                | PSL                   | Samoobrona RP                 | PPP                  | Libertas            | SLD-UP                      | PdP-CL              | Prawica                    | PO                     | PiS                  |
| ----- | ------------------ | --------------------- | ----------------------------- | -------------------- | ------------------- | --------------------------- | ------------------- | -------------------------- | ---------------------- | -------------------- |
| Okręg |                    |                       |                               |                      |                     |                             |                     |                            |                        |                      |
| 1     | Michał Marusik     | Wojciech Przybylski   | Lech Woszczerowicz            | Leszek Świętczak     | Tomasz Sommer       | Longin Pastusiak            | Dariusz Szwed       | Donata Lewandowska-Sobiech | Janusz Lewandowski     | Hanna Foltyn-Kubicka |
| 2     | Roman Puchowski    | Eugeniusz Kłopotek    | Sebastian Filipek-Kaźmierczak | Krzysztof Pieściński | Ryszard Kozłowski   | Janusz Zemke                | Henryk Kierzkowski  | Wojciech Papis             | Tadeusz Zwiefka        | Ryszard Czarnecki    |
| 3     | Jarosław Poteraj   | Stanisław Żelichowski | Renata Rochnowska             | Mateusz Mazur        | Ryszard Bender      | Tadeusz Iwiński             | Marian Szamatowicz  | Gniewomir Rokosz-Kuczyński | Krzysztof Lisek        | Jacek Kurski         |
| 4     | Bolesław Witczak   | Janusz Piechociński   | Jan Sochocki                  | Elżbieta Fornalczyk  | Artur Zawisza       | Wojciech Olejniczak         | Dariusz Rosati      | Marek Jurek                | Danuta Hübner          | Michał Kamiński      |
| 5     | Waldemar Rajca     | Jarosław Kalinowski   | Bogdan Socha                  | Katarzyna Śniadecka  | Dariusz Grabowski   | Marek Wikiński              | Marek Czarnecki     | Marian Piłka               | Jacek Kozłowski        | Adam Bielan          |
| 6     | Radomir Nowakowski | Adam Fronczak         | Krzysztof Sikora              | Bolesław Herudziński | Bolesław Borysiuk   | Jolanta Szymanek-Deresz     | Magdalena Środa     | Wojciech Walczak           | Jacek Saryusz-Wolski   | Urszula Krupa        |
| 7     | Bartosz Józwiak    | Andrzej Grzyb         | Andrzej Aumiller              | Mariola Popiółkowska | Anna Sobecka        | Marek Siwiec                | Sylwia Pusz         | Witold Tomczak             | Filip Kaczmarek        | Konrad Szymański     |
| 8     | Marian Kowalski    | Edward Wojtas         | Wiesław Kuc                   | Szymon Martys        | Zdzisław Podkański  | Jacek Czerniak              | Marek Borowski      | Witold Misiuda-Rewera      | Lena Kolarska-Bobińska | Mirosław Piotrowski  |
| 9     | Dariusz Wasieczko  | Mieczysław Janowski   | Alicja Lis                    | Jerzy Wróbel         | Daniel Pawłowiec    | Marta Niewczas              | Krzysztof Martens   | Mieczysław Maziarz         | Marian Krzaklewski     | Tomasz Poręba        |
| 10    | Stanisław Żółtek   | Czesław Siekierski    | Agnieszka Szlęk               | Mariusz Olszewski    | Wojciech Wierzejski | Andrzej Szejna              | Janusz Onyszkiewicz | Krystyna Zając             | Róża Thun              | Zbigniew Ziobro      |
| 11    | Sławomir Sławski   | Janusz Moszyński      | Józef Jędruch                 | Bogusław Ziętek      | Piotr Ślusarczyk    | Jerzy Markowski             | Genowefa Grabowska  | Janusz Sanocki             | Jerzy Buzek            | Marek Migalski       |
| 12    | Robert Maurer      | Stanisław Rakoczy     | Grzegorz Kołacz               | Ewa Groszewska       | Janusz Dobrosz      | Lidia Geringer de Oedenberg | Józef Pinior        | Marcin Palade              | Jacek Protasiewicz     | Ryszard Legutko      |
| 13    | Jerzy Patelka      | Juliusz Engelhardt    | Zbigniew Krakowiak            | Robert Stępień       | Krzysztof Zaremba   | Bogusław Liberadzki         | Radosław Popiela    | Piotr Słomski              | Sławomir Nitras        | Marek Gróbarczyk     |

| Okręg wyborczy | Nazwa Komitetu | Nazwa Komitetu               | Numer 1 na liście     |
| -------------- | -------------- | ---------------------------- | --------------------- |
| 3 Olsztyn      |                | Polska Partia Socjalistyczna | Piotr Janiszewski     |
| 11 Katowice    |                | KKW Naprzód Polsko-Piast     | Krzysztof Fijałkowski |

## Wyniki prawyborów
| Komitet       | Poparcie |
| ------------- | -------- |
| PO            | 37,8%    |
| SLD-UP        | 17,74%   |
| PiS           | 14,15%   |
| PSL           | 10,13%   |
| Samoobrona RP | 4,41%    |
| Prawica       | 4,11%    |
| CentroLewica  | 3,86%    |
| UPR           | 2,94%    |
| PPP           | 2,72%    |
| Libertas      | 2,14%    |
| Frekwencja    | 5,72%    |

## Statystyki przedwyborcze
| Opis                                | Liczba osób |
| ----------------------------------- | ----------- |
| Uprawnieni do głosowania            | 30 714 800  |
| Głosujący po raz pierwszy           | 875 644     |
| Głosujący obywatele UE spoza Polski | 313         |
| Liczebność komisji wyborczych       | 209 000     |

| Opis                       | Liczba |
| -------------------------- | ------ |
| Mandaty do obsadzenia      | 50     |
| Kandydaci                  | 1301   |
| Średnia wieku              | 45     |
| Wiek najstarszego          | 81     |
| Wiek najmłodszego          | 21     |
| Liczba mężczyzn            | 995    |
| Liczba kobiet              | 306    |
| Listy wyborcze ogółem      | 133    |
| Kandydaci skreśleni z list | 4      |

| Obwody                                                          | Liczba |
| --------------------------------------------------------------- | ------ |
| Liczba obwodów ogółem                                           | 25 605 |
| Liczba obwodów dostosowanych dla niepełnosprawnych              | 6228   |
| Powszechne                                                      | 24 061 |
| Za granicą                                                      | 189    |
| W szpitalach                                                    | 718    |
| W domach pomocy społecznej                                      | 446    |
| W aresztach śledczych                                           | 75     |
| W zakładach karnych                                             | 98     |
| W oddziałach zewnętrznych zakładów karnych i aresztów śledczych | 14     |
| Na statkach pod polską banderą                                  | 4      |

## Wyniki głosowania, wyniki wyborów
Wszystkie poniższe dane na podstawie obwieszczenia Państwowej Komisji Wyborczej z 8 czerwca 2009.
| Komitet wyborczy | Komitet wyborczy                                                       | Głosy     | Głosy  | Głosy | Mandaty | Mandaty | Mandaty |
| Komitet wyborczy | Komitet wyborczy                                                       | Liczba    | %      | +/−   | Liczba  | +/−     | %       |
| ---------------- | ---------------------------------------------------------------------- | --------- | ------ | ----- | ------- | ------- | ------- |
|                  | Platforma Obywatelska RP                                               | 3 271 852 | 44,43  | 20,33 | 25      | 10      | 50,00   |
|                  | Prawo i Sprawiedliwość                                                 | 2 017 607 | 27,40  | 14,73 | 15      | 8       | 30,00   |
|                  | KKW Sojusz Lewicy Demokratycznej – Unia Pracy                          | 908 765   | 12,34  | 2,99  | 7       | 2       | 14,00   |
|                  | Polskie Stronnictwo Ludowe                                             | 516 146   | 7,01   | 0,57  | 3       | 1       | 6,00    |
|                  |                                                                        |           |        |       |         |         |         |
|                  | KKW Porozumienie dla Przyszłości – CentroLewica (PD+SDPL+Zieloni 2004) | 179 602   | 2,44   | 10,49 | –       | 7       | –       |
|                  | Prawica Rzeczypospolitej                                               | 143 966   | 1,95   | –     | –       | –       | –       |
|                  | Samoobrona Rzeczpospolitej Polskiej                                    | 107 185   | 1,46   | 9,32  | –       | 6       | –       |
|                  | Libertas                                                               | 83 754    | 1,14   | –     | –       | –       | –       |
|                  | Unia Polityki Realnej                                                  | 81 146    | 1,10   | 0,77  | –       |         | –       |
|                  | Polska Partia Pracy                                                    | 51 872    | 0,70   | 0,16  | –       |         | –       |
|                  | KKW Naprzód Polsko-Piast                                               | 1537      | 0,02   | –     | –       | –       | –       |
|                  | Polska Partia Socjalistyczna                                           | 1331      | 0,02   | –     | –       | –       | –       |
|                  |                                                                        |           |        |       |         |         |         |
| Ogółem           | Ogółem                                                                 | 7364763   | 100,00 | –     | 50      | 4       | 100,00  |
| Głosy nieważne   | Głosy nieważne                                                         | 132 533   | 1,77   | 0,46  |         |         |         |
| Frekwencja       | Frekwencja                                                             | 7 497 296 | 24,53  | 3,66  |         |         |         |

Zwycięzcy w poszczególnych okręgach w wyborach do Parlamentu Europejskiego

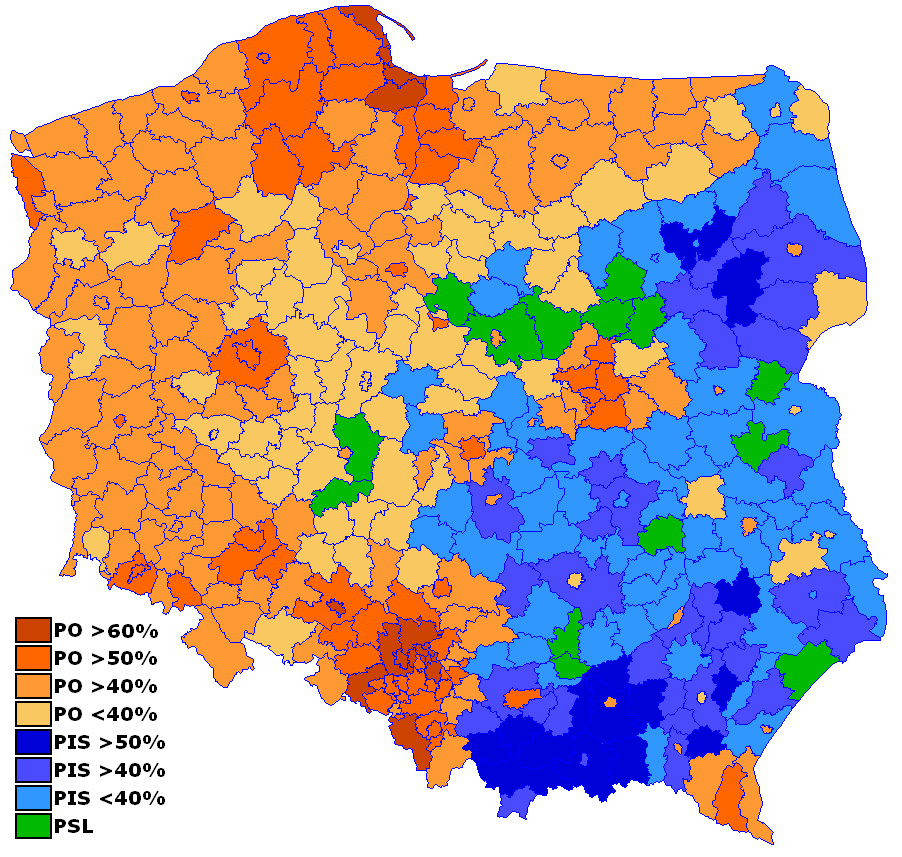
Wyniki wyborów do Parlamentu Europejskiego w poszczególnych powiatach

Podział mandatów i rozkład procentowy poparcia w wyniku wyborów z uwzględnieniem podziału na późniejszą większość rządzącą w kolejności: ugrupowania komisyjne, opozycja parlamentarna i pozaparlamentarna (komitety, które nie przekroczyły 1% poparcia w skali kraju, potraktowano zbiorczo):
|    |     |        |     |
| ↓  |     |        |     |
| 25 | 3   | 7      | 15  |
| PO | PSL | SLD–UP | PiS |

|    |     |        |     |  |  |  |  |  |  |  |
|    |     |        |     |  |  |  |  |  |  |  |
| PO | PSL | SLD–UP | PiS |  |  |  |  |  |  |  |

### Wyniki w skali okręgów

#### Wyniki głosowania

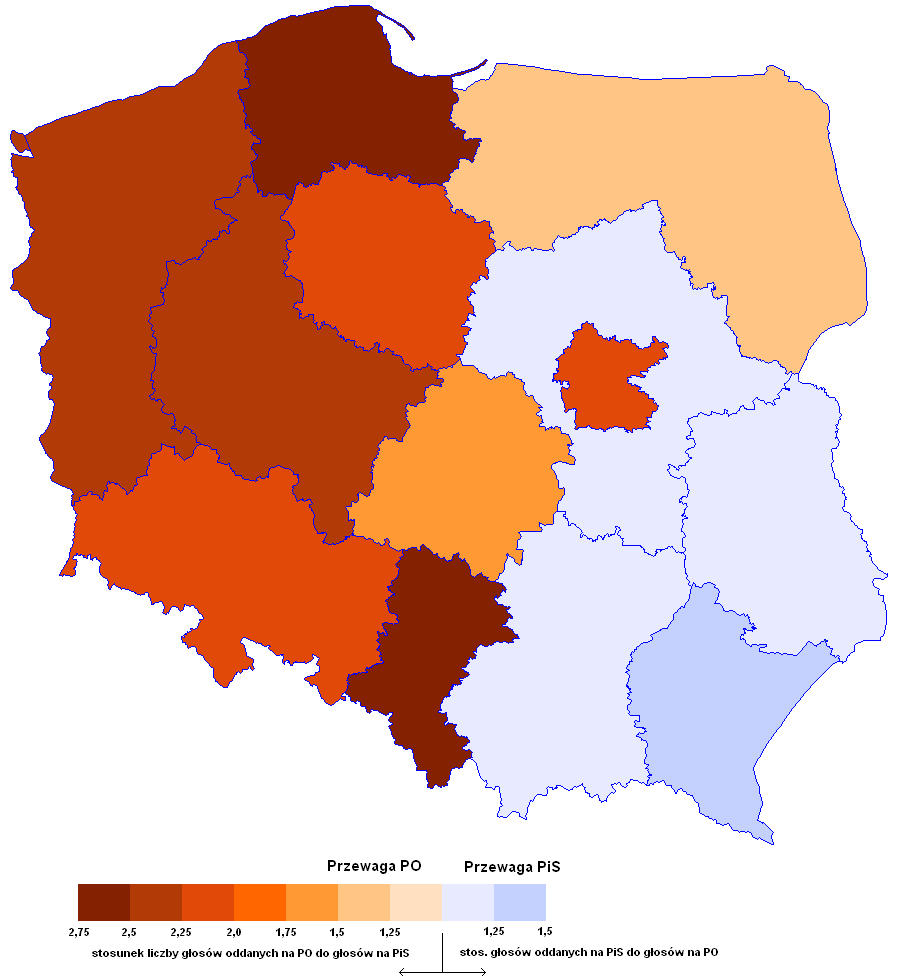
Stosunek głosów oddanych na partię zwycięską w okręgu do drugiej w kolejności partii

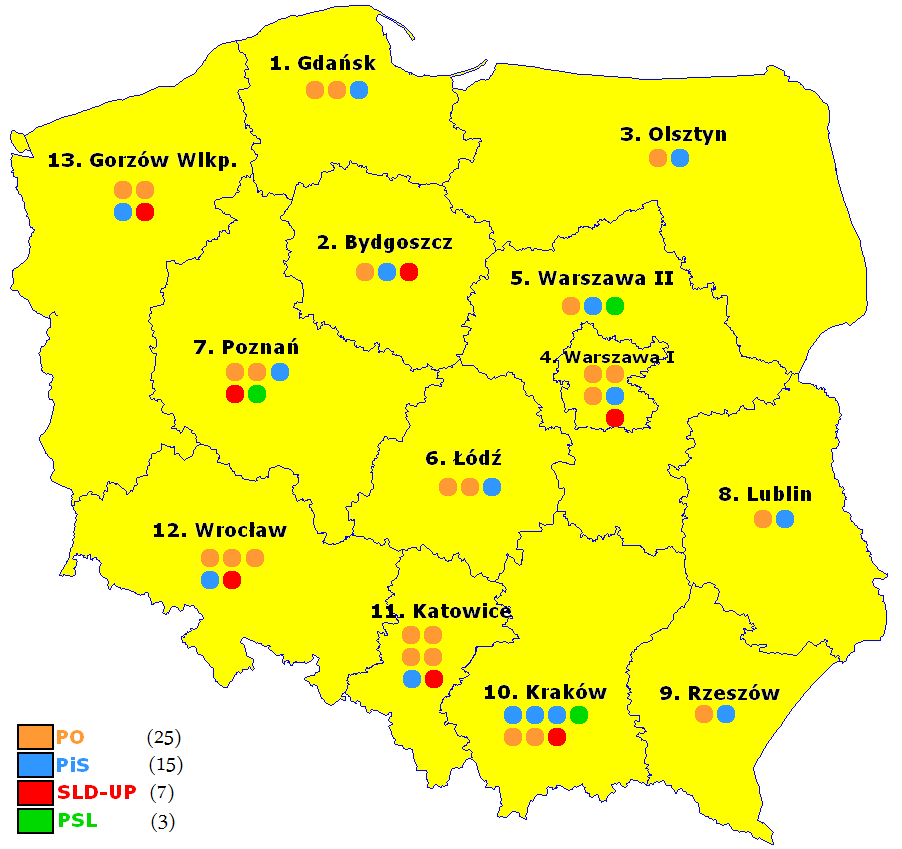
Podział mandatów pomiędzy komitety wyborcze w poszczególnych okręgach

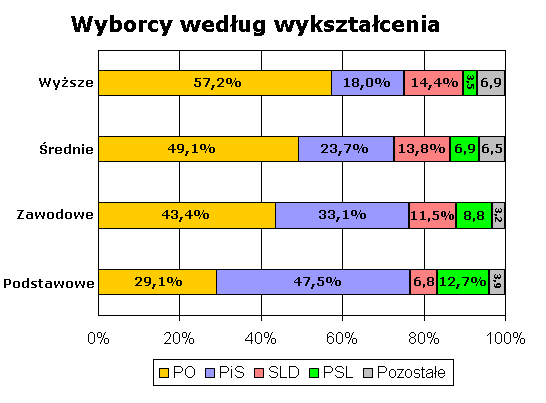
Wyniki wyborów do PE – wyborcy według poziomu wykształcenia. Powyborczy sondaż SMG/KRC z 7 czerwca 2009

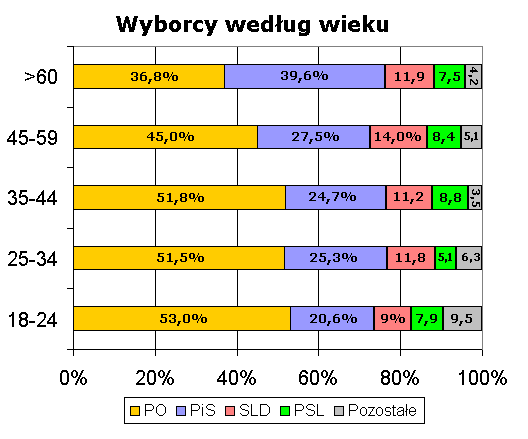
Wyniki wyborów do PE – wyborcy według wieku. Powyborczy sondaż SMG/KRC z 7 czerwca 2009

Wszystkie dane wyrażono w procentach.
| Okręg  |       |       |        |       |        |      |      |      |      |      |      |      | Frekwencja |
| Okręg  | PO    | PiS   | SLD-UP | PSL   | PdP-CL | PRz  | SRP  | Lib. | UPR  | PPP  | NP-P | PPS  | Frekwencja |
| ------ | ----- | ----- | ------ | ----- | ------ | ---- | ---- | ---- | ---- | ---- | ---- | ---- | ---------- |
| 1      | 59,14 | 21,96 | 10,45  | 2,73  | 0,93   | 1,30 | 1,17 | 0,76 | 1,02 | 0,54 | –    | –    | 28,05      |
| 2      | 43,08 | 19,40 | 21,04  | 10,10 | 1,19   | 0,95 | 1,84 | 0,87 | 0,86 | 0,67 | –    | –    | 23,36      |
| 3      | 38,31 | 29,20 | 14,18  | 9,11  | 2,06   | 1,75 | 2,04 | 1,04 | 1,21 | 0,77 | –    | 0,32 | 20,20      |
| 4      | 52,53 | 23,79 | 10,25  | 2,77  | 3,72   | 4,33 | 0,34 | 0,73 | 1,17 | 0,37 | –    | –    | 38,92      |
| 5      | 29,37 | 33,28 | 7,79   | 18,69 | 2,21   | 2,69 | 2,06 | 2,17 | 0,99 | 0,76 | –    | –    | 19,74      |
| 6      | 42,74 | 28,16 | 13,13  | 6,74  | 3,36   | 1,25 | 2,05 | 0,83 | 1,00 | 0,72 | –    | –    | 23,55      |
| 7      | 45,79 | 19,17 | 14,90  | 8,34  | 3,76   | 2,89 | 2,01 | 1,06 | 1,21 | 0,87 | –    | –    | 24,13      |
| 8      | 29,61 | 36,15 | 6,52   | 13,71 | 4,51   | 1,55 | 2,72 | 3,22 | 1,39 | 0,62 | –    | –    | 22,04      |
| 9      | 29,19 | 41,88 | 7,40   | 12,45 | 1,66   | 3,04 | 1,56 | 1,02 | 1,17 | 0,62 | –    | –    | 22,28      |
| 10     | 35,19 | 41,18 | 10,23  | 6,53  | 1,89   | 1,32 | 1,01 | 0,97 | 1,10 | 0,58 | –    | –    | 26,11      |
| 11     | 56,17 | 22,25 | 12,65  | 2,53  | 1,75   | 1,34 | 0,82 | 0,63 | 0,87 | 0,82 | 0,16 | –    | 25,26      |
| 12     | 49,04 | 23,02 | 13,14  | 5,92  | 2,74   | 1,23 | 1,66 | 1,17 | 1,19 | 0,89 | –    | –    | 22,77      |
| 13     | 45,88 | 20,25 | 20,22  | 5,04  | 1,42   | 1,32 | 1,76 | 1,83 | 1,27 | 1,03 | –    | –    | 20,84      |
| Polska | 44,43 | 27,40 | 12,34  | 7,01  | 2,44   | 1,95 | 1,46 | 1,14 | 1,10 | 0,70 | 0,02 | 0,02 | 23,83      |

#### Podział mandatów
| Okręg  | PO | PiS | SLD-UP | PSL | Razem |
| ------ | -- | --- | ------ | --- | ----- |
| Okręg  |    |     |        |     | Razem |
| 1      | 2  | 1   | –      | –   | 3     |
| 2      | 1  | 1   | 1      | –   | 3     |
| 3      | 1  | 1   | –      | –   | 2     |
| 4      | 3  | 1   | 1      | –   | 5     |
| 5      | 1  | 1   | –      | 1   | 3     |
| 6      | 2  | 1   | –      | –   | 3     |
| 7      | 2  | 1   | 1      | 1   | 5     |
| 8      | 1  | 1   | –      | –   | 2     |
| 9      | 1  | 1   | –      | –   | 2     |
| 10     | 2  | 3   | 1      | 1   | 7     |
| 11     | 4  | 1   | 1      | –   | 6     |
| 12     | 3  | 1   | 1      | –   | 5     |
| 13     | 2  | 1   | 1      | –   | 4     |
| Polska | 25 | 15  | 7      | 3   | 50    |

## Frekwencja
- Do godz. 12:00 – 6,65%[53]
- Do godz. 18:00 – 18,24%[54]
- Ostateczna – 24,53%[55]

## Statystyki
Frekwencja:
- najwyższa – województwo mazowieckie – 29,65%
- najniższa – województwo warmińsko-mazurskie – 18,96%

Poparcie dla ogólnopolskich komitetów wyborczych:
- Platforma Obywatelska – 44,43%
  - najwyższe – województwo pomorskie – 59,14%
  - najniższe – województwo podkarpackie – 29,19%
- Prawo i Sprawiedliwość – 27,40%
  - najwyższe – województwo małopolskie – 42,68%
  - najniższe – województwo wielkopolskie – 19,17%
- Sojusz Lewicy Demokratycznej – Unia Pracy – 12,34%
  - najwyższe – województwo lubuskie – 22,43%
  - najniższe – województwo lubelskie – 6,52%
- Polskie Stronnictwo Ludowe – 7,01%
  - najwyższe – województwo lubelskie – 13,71%
  - najniższe – województwo śląskie – 2,53%
- Porozumienie dla Przyszłości – CentroLewica (PD+SDPL+Zieloni 2004) – 3,98%
  - najwyższe – województwo lubelskie – 4,51%
  - najniższe – województwo pomorskie – 0,93%
- Prawica Rzeczypospolitej – 1,95%
  - najwyższe – województwo mazowieckie – 3,80%
  - najniższe – województwo kujawsko-pomorskie – 0,95%
- Samoobrona Rzeczpospolitej Polskiej – 1,46%
  - najwyższe – województwo lubelskie – 2,72%
  - najniższe – województwo śląskie – 0,82%
- Libertas – 1,14%
  - najwyższe – województwo lubelskie – 3,22%
  - najniższe – województwo śląskie – 0,63%
- Unia Polityki Realnej – 1,10%
  - najwyższe – województwo lubelskie – 1,39%
  - najniższe – województwo śląskie – 0,87%
- Polska Partia Pracy – 0,70%
  - najwyższe – województwo lubelskie – 1,39%
  - najniższe – województwo małopolskie – 0,47%

Zob.: Pełne statystyki w serwisie PKW